# Alfred Rosenkrantz
Alfred Johannes Rosenkrantz (11 de novembre de 1898 a Copenhaguen - 8 de juliol  de 1974 a Sundby) va ser un geòleg danès.
És conegut especialment per haver encunyat el període anomenat Selandià que va començar fa 61,6 milions d'anys i que és quan aparegueren els primers primats autèntics. El nom del període fa referència a l'illa principal de Dinamarca, Sjælland.

## Biografia
Rosenkrantz, des de la infantesa va mostrar un gran interès per la geologia. Als 17 anys estudià al Gimansium 'Old Hellerup i després va començar a formar-se com a enginyer civil. Va treballar com ajudant al Museu Mineralògic de Copenhaguen (1918-1925) i durant els estius al Geologiske undersøgelse (DGU). Va estudiar durant gran part de la seva vida el límit entre el Cretaci i el Terciari. El 1920 va publicar la seva tesi  Craniakalk de Kjøbenhavns Sydhamn .
El 1926, va viatjar per primera vegada a Groenlàndia, passà l'hivern de 1926-1927 a  Scoresbysund. Hi va estudiar els dipòsits del Mesozoic de la Terra de Jameson i del voltant de Cap Leslie. Les seva obra més importants d'aquest període, és Les roques del Juràssic Inferior de Groenlàndia Oriental (part I, 1934, Part II, 1942).
El 1931 va ser nomenat professor de geologia a la Universitat Tècnica de Dinamarca (Polytekniske Læreanstalt). El 1953 va esdevenir professor de geologia de la Universitat de Copenhaguen.